# Адолф I фон Дасел
Адолф I фон Дасел (на немски: Adolf I von Dassel; * ок. 1160, пр. 1180; † 1224) е граф на Дасел и Ратцебург, също маршал на Вестфалия.

## Биография
Той е вторият син на граф Лудолф I фон Дасел († след 1166) и съпругата му вероятно Мехтхилд фон Шауенбург-Холщайн (* 1126), дъщеря на Адолф I († 1130).
По-големият му брат Лудолф II (ок. 1174 – 1209) наследява баща им като граф на Дасел, а Адолф участва във военни походи.
През 1180 г. новият херцог на Вестфалия, архиепископът на Кьолн Филип I фон Хайнсберг го прави първия маршал на Вестфалия.
През 1198 г. Адолф първо е на страната на Хоенщауфенския крал Филип Швабски, около 1204 г. отива обаче на страната на Велфите и е верен привърженик на Ото IV. От 1204 г. Адолф е в свитата на велфския крал Ото IV и участва през 1209 г. в неговия поход в Италия. Участва в кръстоносния поход в Дамиета (1218 – 1221).

## Фамилия
Адолф I се жени ок. 1200 г. за Аделхайд фон Васел (* ок. 1175; † 27 октомври 1244), графиня на Ратцебург, вдовица на граф Бернхард II фон Ратцебург († 1198), дъщеря на граф Конрад II фон Васел и Аделхайд фон Локум-Халермунд. Те имат децата:
- Лудолф IV († 1223), женен за Кеменция фон Евершайн († 1255)
- Адолф III († 1244), женен за Елизабет фон Лобдебург
- Бертхолд I († 1268), каноник в Хилдесхайм
- Аделхайд (1224 – 14 септември 1262/1263), омъжена I. за Йохан Якобсен Гален († 1240); II. за граф Лудвиг фон Равенсберг († 1249) и майка на Лудвиг фон Равенсберг, епископ на Оснабрюк